# Юктинский сельсовет
Юктинский сельсовет — административно-территориальная единица, выделявшаяся в составе Илимпийского района Эвенкийского автономного округа Красноярского края.

## История
В 1987 году Юктинский сельсовет был выделен из состава Кислоканского сельсовета.
26 декабря 2001 года сельсовет как орган местного самоуправления был упразднён.
Законом Эвенкийского автономного округа от 07.10.1997 № 63 была утверждена территориальная единица сельское поселение село (с 2002 года посёлок) Юкта.
В 2010 году были приняты Закон об административно-территориальном устройстве и реестр административно-территориальных единиц и территориальных единиц Красноярского края, согласно которым посёлок Кислокан непосредственно вошёл в состав Эвенкийского района как административно-территориальной единицы с особым статусом.
Сельсовет выделялся как единица статистического подсчёта до 2002 года.
В ОКАТО сельсовет как объект административно-территориального устройства выделялся до 2011 года.

## Состав
| № | Населённый пункт | Тип населённого пункта          | Население |
| - | ---------------- | ------------------------------- | --------- |
| 1 | Юкта             | посёлок, административный центр | ↗88       |

Также в состав сельсовета до 1987 года входил посёлок Юкта.